# Léo Mineiro
Pour les articles homonymes, voir Léo et Mineiro (homonymie).
Leonardo Henrique Santos de Souza , plus communément appelé Léo Mineiro, est un footballeur brésilien né le 10 mars 1990 à Belo Horizonte. Il évolue au poste d'attaquant.

## Biographie
Léo Mineiro joue au Brésil, en Corée du Sud, et au Japon.
Il inscrit 12 buts en deuxième division japonaise en 2016.

## Palmarès
- Champion du Brésil de D3 en 2009 avec l'América Mineiro